# Журнал мануфактур и торговли
«Журна́л мануфакту́р и торго́вли» — русский экономический журнал, выходивший в Санкт-Петербурге в XIX веке.

## История
«Журнал мануфактур и торговли» выходил в Санкт-Петербурге ежемесячно с 1825 года. Являлся официальным органом департамента мануфактур и внутренней торговли Министерства финансов. В 1839—1857 годах при нём выходили еженедельные «Горнозаводские и мануфактурные известия». 
В 1850-х годах редактором журнала был С. И. Львовский. 
В 1861—1863 годах его заменил журнал «Промышленность», выходивший два раза в месяц, под редакцией В. И. Струбинского. В 1864 году журнал выходил под прежним названием под редакцией Е. Н. Андреева. С 1867 года вместо него стали выходить «Записки Русского технического общества».

## Содержание
Журнал содержал статьи законодательно-распорядительного характера по вопросам промышленности, внутренней и внешней торговли и финансов, сведений о привилегиях на изобретения и статей на технические темы.
В журнале также были представлены внутренняя и зарубежная промышленность, торговля, хроника, погубернские и отраслевые обзоры состояния промышленности; описания предприятий и сельскохозяйственных выставок; заметки о развитии ремёсел; сведения о ценах, ярмарках, речном пароходстве и другие материалы по истории русской промышленности и техники.